# Коридон (Индиана)
Коридон (англ. Corydon) — город и административный центр округа Гаррисон в штате Индиана в Соединённых Штатах Америки.
Согласно данным переписи населения США 2020 года число жителей города 
составляло 3153 человека, что чуть больше (+ 1%), чем было во время предыдущей переписи проводившейся в 2010 году (3122 человека).

## История
Коридон был основан в 1808 году и служил столицей Территории Индиана с 1813 по 1816 год. Это было место проведения первого конституционного съезда Индианы, который состоялся 10–29 июня 1816 года. 

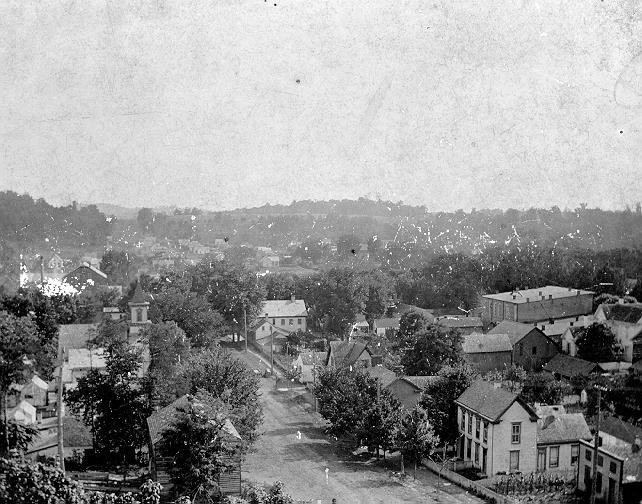
Коридон в конце XIX века

Коридон конкурировал с Чарлстауном, Кларксвиллом, Лоуренсбергом, Мадисоном и Джефферсонвиллем за право стать столицей округа, и в конечном итоге одержал победу.
9 июля 1863 года близ Коридона произошла одна из битв в ходе Гражданской войны в США.
Начиная с 1882 года в городе появилось постоянное железнодорожное сообщение.
В 1871 и в 1883 году город сильно пострадал от крупных пожаров, последствия последнего окончательно ликвидировали только в 1922 году.  
Несколько архитектурных объектов города включены в Национальный реестр исторических мест США.

## География
Столица штата Индианаполис находится примерно в 120 милях (190 км) к северу, а город Луисвилл, штат Кентукки, находится примерно в 25 милях (40 км) к востоку. Ручей Индиан-Крик протекает через Коридон и юго-западнее города впадает в реку Огайо.
Согласно данным Бюро переписи населения США от 2010 года, общая площадь Коридона составляет 1,65 квадратных мили (4,27 км2) и вся эта территория приходится на сушу
.

## Климат
Согласно системе классификации климатов Кёппена, город находится во влажном субтропическом климате, который сокращённо обозначается на климатических картах аббревиатурой «Cfa». Хотя в Индиане иногда случаются засухи, общее количество осадков распределяется относительно равномерно в течение года (подробнее см. Климат Индианы).